# 北京公交104路
北京公交104路，是北京市的一条纵贯东城南北的通勤公交线路，由北京公交集团电车客运分公司运营。
104路的前身为1958年开通的4路无轨电车:50，1976年5月1日改为现名:50。
姜昆、李文华的相声《我与乘客》就是以该线路的售票员为基础创作的，以一个售票员的视角讲述了他所值乘的班组中各种乘客的故事。

## 历史[1][2]

### 一代104路（五路居~北京站西）(1958-2016)
1958年10月3日：4路无轨电车开通，从安定门到崇文门。
1959年12月7日：北端改为从和平里出发，经宣武门到广安门，单程14.49公里。
1973年12月18日：南端延长至天桥。
1974年4月16日：南端缩至前门。
1977年3月5日：南端延长至北京站。

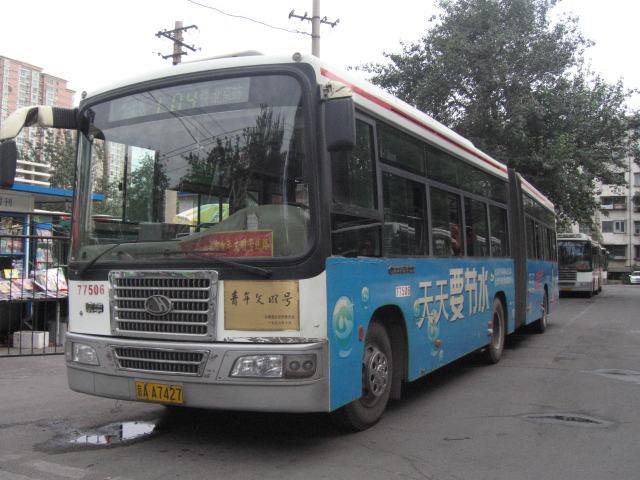
2006年仍使用BK6141CNG型铰接客车的104快车

1979年12月15日：改为汽车线路，同期开行快车（和平里~北京站）。
1982年3月1日：恢复为无轨电车线路。
1994年4月18日：北端终点调整至五路居，不再由蒋宅口向东沿和平里北街行驶，改为沿安定门外大街向北行驶单程10.1公里。
2001年至2010年：仅有两台的BJD-WG120C型空调无轨电车曾在本线运营。

### 127路（原104路快车[d]）（地铁柳芳站~北京站西）(1979-2016)
1979年12月15日：104路开行快车（和平里~北京站）。
1982年：北端延长至和平里火车站。
1992年：北端经国际展览中心延长至柳芳西口。
2003年：北端终点调整至和平里火车站（后站名改为地铁柳芳站）。

### 二代104路（地铁柳芳站~北京站西）(2016至今)
2016年7月26日：127路与104路合并，采用127路的路由和104路的路号。这也意味着时隔22年，104路重回和平里，与1992年-1994年间走向大致相同。
2019年10月15日：配合王府井步行街北段建设，灯市西口以南改经灯市口大街、东单北大街、崇文门内大街至北京站西街西口。
2024年下半年，因第一批BJD-WG120FK到龄退役，104路加入BJD-WG120FL型车辆。
2025年6月3日，北京公交公布对104路的预期调整方案，计划将38路、124路并入104路。调整后的104路，运行区间将调整为六里桥东场站至地铁柳芳站。目前该方案正在征求乘客意见。

## 沿线站位及周边重要设施
| 车站名称            | 车站名称        | 行政区划 | 地铁换乘        | 地铁换乘   | 重要设施                             |
| 北京站西 方向       | 地铁柳芳站 方向 | 行政区划 | 地铁换乘        | 地铁换乘   | 重要设施                             |
| ------------------- | --------------- | -------- | --------------- | ---------- | ------------------------------------ |
| 北京站西            | 北京站西        | 东城区   | █ 2号线         | 北京站     | 北京站 换乘无轨电车103路             |
| 北京站西街          | 北京站西街      | 东城区   | █ 2号线 █ 5号线 | 崇文门     | 北京站 换乘无轨电车103路             |
| 崇文门内            | 崇文门内        | 东城区   | █ 2号线 █ 5号线 | 崇文门     | 崇文门饭店 北京市第九十六中学        |
| 东单路口北          | 东单路口北      | 东城区   | █ 1号线 █ 5号线 | 东单       | 东方新天地 北京协和医院              |
| 米市大街            | 米市大街        | 东城区   | █ 5号线         | 灯市口     |                                      |
| 灯市东口            | 灯市东口        | 东城区   |                 |            | 北京景山学校 北京市第二十五中学      |
| 灯市西口            | 灯市西口        | 东城区   |                 |            | 王府井天主堂 首都剧场                |
| 美术馆北            | 美术馆北        | 东城区   | █ 8号线         | 中国美术馆 | 中国美术馆                           |
| 大佛寺              | 大佛寺          | 东城区   |                 |            | 内蒙古宾馆                           |
| 宽街路口南          | 宽街路口南      | 东城区   |                 |            | 北京中医医院                         |
| 北兵马司            | 北兵马司        | 东城区   |                 |            | 北京市文物局 府学胡同小学（本部）    |
| 交道口南            | 交道口南        | 东城区   |                 |            | 府学胡同小学（香饵校区）             |
| 方家胡同            | 方家胡同        | 东城区   |                 |            | 国子监街                             |
| 安定门内            | 安定门内        | 东城区   | █ 2号线         | 安定门     |                                      |
| 地坛西门            | 地坛西门        | 东城区   |                 |            | 地坛公园 地坛体育馆                  |
| 蒋宅口东            |                 | 东城区   |                 |            |                                      |
| 兴化路南口          | 兴化路南口      | 东城区   |                 |            | 和平里医院 和平里宾馆 地坛北里小区   |
| 和平里北街          | 和平里北街      | 东城区   | █ 5号线         | 和平里北街 | 和平里一区 和平里七区 和平里第一小学 |
| 和平里路口西        |                 | 东城区   |                 |            | 和平里一区 和平里七区 和平里第一小学 |
| 地铁柳芳站 （西行） |                 | 朝阳区   | █ 13号线        | 柳芳       | 北京市第一七一中学 和平里第四小学    |
| 西坝河南路          |                 | 朝阳区   |                 |            |                                      |
| 柳芳西口            |                 | 朝阳区   |                 |            | 柳芳南里社区 柳芳北里社区            |
| 柳芳东口            |                 | 朝阳区   |                 |            | 柳芳南里社区 柳芳北里社区            |
| 静安里              |                 | 朝阳区   |                 |            | 左家庄东里 左家庄北里南区            |
| 静安庄              |                 | 朝阳区   |                 |            | 静安东里 曙光西里                    |
| 国际展览中心        |                 | 朝阳区   |                 |            | 中国国际展览中心静安庄馆             |
| 柳芳北街            |                 | 朝阳区   |                 |            | 应急总医院                           |
| 地铁柳芳站          | 地铁柳芳站      | 朝阳区   | █ 13号线        | 柳芳       | 北京市第一七一中学 和平里第四小学    |